# Dainichi (métro d'Osaka)
Dainichi (大日駅, Dainichi-eki) est une station du métro d'Osaka et du monorail d'Osaka située dans la ville de Moriguchi, dans la préfecture d'Osaka au Japon.

## Situation sur le réseau
La station Dainichi est située au point kilométrique (PK) 19,9 de la ligne principale du monorail d'Osaka. Elle marque le début de la ligne de métro Tanimachi.

## Histoire
La station a été inaugurée le 8 février 1983 sur la ligne Tanimachi. Le monorail y arrive le 22 août 1997.

## Services aux voyageurs

### Accès et accueil
La station est ouverte tous les jours.

### Desserte
- Ligne Tanimachi :

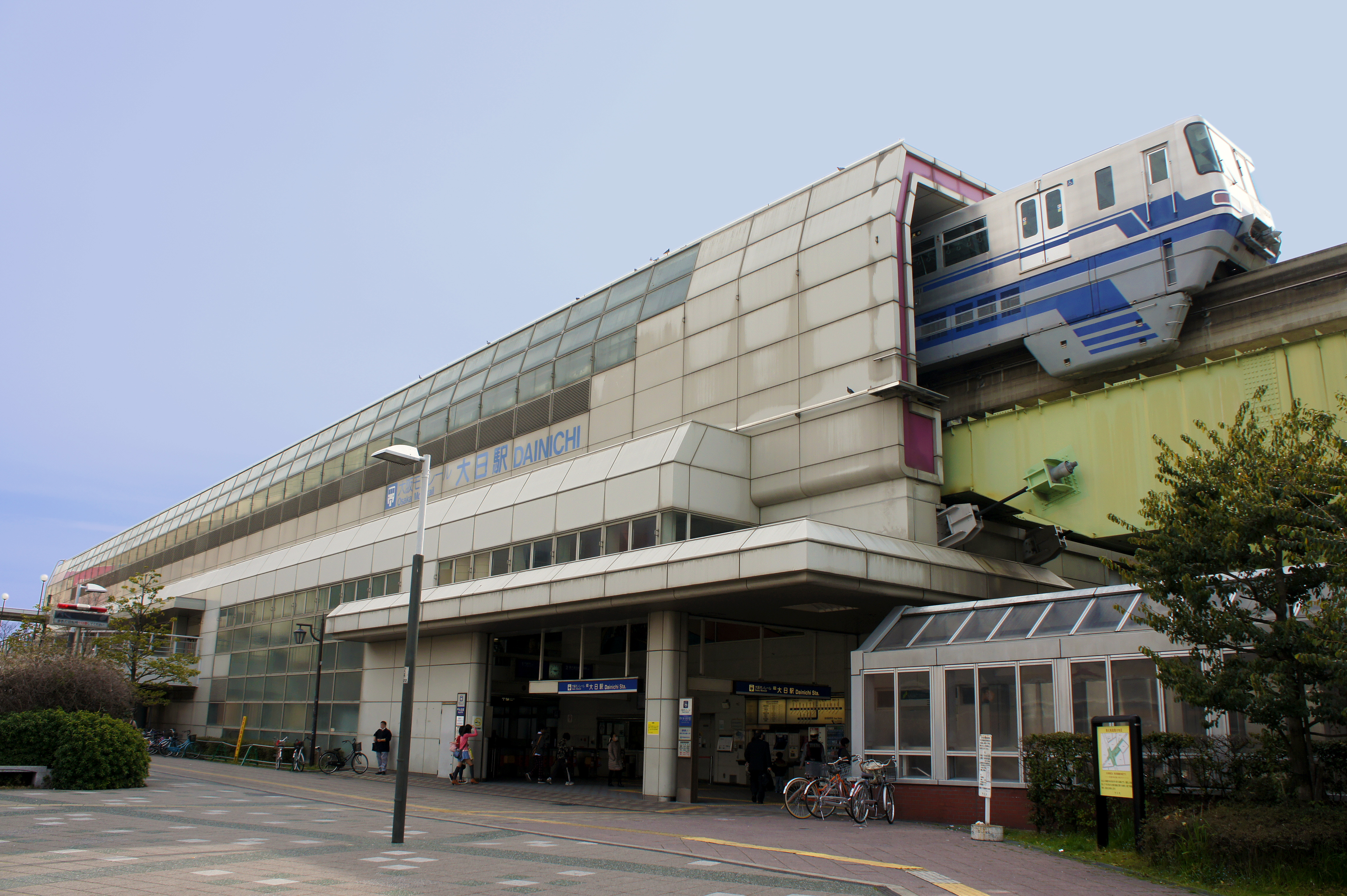
Station du monorail

  - voies 1 et 2 : direction Yaominami
- Monorail d'Osaka (ligne principale) :
  - voie 1 : direction Kadomashi
  - voie 2 : direction Aéroport d'Osaka

## Dans les environs
- Siège social de Panasonic